# 哥吉拉與金剛：新帝國
是一部2024年美國怪獸電影，2021年電影《哥吉拉大戰金剛》的續集，「怪獸宇宙」的第五部作品，由亞當·溫高德執導，泰瑞·羅西奧、溫高德和賽門·巴雷特撰寫故事，羅西奧、巴雷特和傑瑞米·史列特撰寫劇本，蕾貝卡·霍爾、布萊恩·泰瑞·亨利、丹·史蒂文斯、凱莉·霍特爾、艾力克斯·福恩斯和陳法拉主演。
由於《哥吉拉大戰金剛》在疫情期間取得了票房和串流媒體的成功，传奇影业於2022年3月宣布拍攝續集，並將於該年晚時開始拍攝。2022年5月，宣布溫加德將回歸執導，史蒂文斯擔任主演。並於2022年7月在昆士蘭州黃金海岸開始拍攝，2022年11月完成。
《哥吉拉與金剛：新帝國》由華納兄弟排定2024年3月29日於美國上映。電影獲得評論界褒貶不一的評價，正面的評論聚焦在視覺效果，負面評論則集中在與其他巨怪類電影相同的套路。全球票房超過5.7億美元，預算為1.35億至1.5億美元，商業表現成功。續集《哥吉拉與金剛：超新星》預定2027年3月26日於美國上映。

## 劇情
三年前打敗了機械哥吉拉之後，金剛已經在地球空心建立了他的新領地，並且正在尋找其他的同類。在地表，哥吉拉繼續維持人類和泰坦巨獸之間的秩序，當他在羅馬殺死在城市暴走的斯庫拉後在羅馬競技場休息。
然而在地球表面上，君主組織駐紮在地心家園的觀察站捕獲到一個未知訊號。這個訊號引起了來自骷髏島伊維族最後一個已知倖存者吉雅的注意，同時也引起了他的養母艾琳·安德魯博士的擔憂。哥吉拉也感知到了這個訊號離開羅馬，攻擊法國的一個核電廠後吸收了輻射。然後前往北極的泰坦提亞瑪特的巢穴。君主組織認為哥吉拉正在增強自己的力量，以迎接即將到來的威脅。
當金剛的家附近出現一個天坑時，金剛探索了這個未知的領域，發現了自己種族的一個部落，其中包括一個名叫「小酷」的幼年個體。起初，金剛和部落成員對峙，但他迫使小酷帶領他前往部落的巢穴，這也使兩者在旅途中建立了聯繫。然而，部落的暴君領袖「刀疤王」卻利用一隻古老的冰之泰坦「霜魔」的力量對抗金剛。刀疤王用一塊水晶來強行控制霜魔，透過痛苦來操控它。霜魔的冰之氣息在戰鬥中導致金剛的右臂凍傷，在小酷的幫助下，金剛設法逃脫，並在逃脫的過程中失去了他的戰斧。
安德魯、吉雅與泰坦獸醫崔普和陰謀論播客柏尼·海斯前往地心家園尋找信號的來源。他們發現君主組織的前哨站被摧毀了。小組繼續前進時發現了一處寺廟遺跡，途中並遭到地心伊維族的埋伏，但在吉雅的交涉下由族人帶領他們抵達地下的一個伊維族部落會見女王，他們之間透過心靈感應進行交流。安德魯推測未知的訊號是伊維族向外界發送的心靈求救訊號。
在探入伊維人的生活文化時，安德魯向崔普表達了擔憂，看見吉雅與他的族人熱絡的樣子，令他擔心吉雅會選擇回歸自己的族群，而這對安德魯而言將是一種不得不接受的現實。在一個寺廟裡，安德魯發現了刻有過去和未來的象形文字：刀疤王曾試圖征服地表世界，並與哥吉拉的種族開戰，但哥吉拉擊敗了他，並將他和他的部落困在了地心家園的深處。預言也指出一位來自骷髏島的伊維族人將是喚醒摩斯拉的關鍵。金剛感知到吉雅找到了寺廟，並由崔普為他配備了原型外骨骼臂支架，以加強和治愈他凍傷的肢體。然而他們不知道的是，刀疤王的手下跟蹤了他們並通知了刀疤王，後者召集了入侵地球的軍隊，而吉雅在關鍵中，成功喚醒了重生的摩斯拉。
哥吉拉殺死了提亞瑪特後從他的巢穴吸收了宇宙輻射，這令哥吉拉進化並使他的背鰭變成了洋紅色。金剛希望誘使哥吉拉到地心家園來幫助他，並前往通往到開羅的通道入口呼喚哥吉拉。 儘管金剛試圖交流，但憤怒的哥吉拉還是襲擊了他，雙方爆發一場短暫的戰鬥，直到摩斯拉和吉雅出現後才說服哥吉拉幫助金剛。並下到地心空洞與刀疤王、霜魔和他的軍隊戰鬥。在戰鬥中，哥吉拉、金剛、霜魔和刀疤王被通道拖到了里約熱內盧，霜魔根據刀疤王的命令引發另一場冰河時期。雙方勢均力敵，直到小酷帶著金剛的戰斧到來，摧毀了控制霜魔的水晶。霜魔在擺脫束縛後和哥吉拉與金剛合作，三隻巨獸一齊擊碎了刀疤王。
最後，哥吉拉透過原子火焰摧毀了霜魔引發的冰河時期後，回到羅馬競技場繼續休息。吉雅與安德魯團聚，並選擇繼續留在她的養母身邊，摩斯拉恢復了伊維人的保護屏障後離開了。金剛、小酷和霜魔一起回到了地心家園，並成為猿人部落的新領袖。

## 演員
- 蕾貝卡·霍爾飾演艾琳·安德魯（Dr. Ilene Andrews）：君主組織的人類語言學專家，吉雅的養母。
- 布萊恩·泰瑞·亨利飾演柏尼·海斯（Bernie Hayes）：前頂級神經機械企業的技術員，轉為泰坦巨獸陰謀論者，擁有自己的播客進行各種爆料。
- 丹·史蒂文斯飾演崔普（Trapper）：君主組織中負責照料金剛的獸醫。
- 凱莉·霍特爾（Kaylee Hottle）飾演吉雅（Jia）：與金剛產生獨特聯繫的聾啞小女孩，是骷髏島土著伊維族（英语：Iwi）一族中的唯一倖存者。
- 艾力克斯·福恩斯（英语：Alex Ferns）飾演米凱（Mikael）：君主組織中的一名HEAVs飛行器駕駛員，在地心世界中被一棵樹吃掉。
- 陳法拉飾演伊維女王（Iwi Queen）
- 瑞秋·豪斯（英语：Rachel House (actress)）飾演漢普頓（Hampton）

## 泰坦巨獸
- 哥吉拉（Godzilla）：

身高119.8米，體重9萬9634噸，以核輻射作為食物來源的巨獸，可以從嘴裡噴出「原子吐息」燒盡一切。在本作中吸收法國核電廠的核輻射與提阿瑪特的能量而變得更加強大，背鰭轉變為粉紅色，尾部也長出如同劍龍的骨釘。在2019年的波士頓之戰中位於百慕達的巢穴被毀，因此轉往羅馬競技場棲息，繼續守護地表世界。
- 金剛：

身高102米，體重未知，骷髏島唯一倖存的巨猿族，能與吉雅以手語溝通，善於幫助弱者與遇險者。與哥吉拉一族曾有過節。在香港襲擊事件後移居地心世界，繼續尋找可能的巨猿同類。
- 摩斯拉（Mothra）

身高15.8米，翼展244.8米，又稱「怪獸女王」。在2019年的波士頓之戰中與拉頓一搏而犧牲，臨死前將自身所有能量轉移給哥吉拉。本作中受伊維族人召喚，及時阻止哥吉拉與金剛的戰鬥並說服兩方團結對抗邪惡巨獸。
- 刀疤王（Skar King）：

身高97米，棲居地心洞穴的邪惡紅毛巨猿。對統治地表懷有野心，曾以偽王之姿帶領眾巨猿族攻打地表但被哥吉拉壓回地心世界。持有一塊用以操控冰之泰坦霜魔的古老水晶和泰坦脊椎骨製成的長鞭作為武器。
- 小酷：

一隻幼年的紅毛巨猿，被刀疤王作為誘餌用以除掉金剛。原先忠於刀疤王陣營，但在目睹其殺死一位同類後決定投靠金剛。個性機靈善耍小聰明，曾在危急時刻及時解救受傷的金剛免受殺害。
- 霜魔：

身高114米，全身白色有藍色背鰭，四足的雌性泰坦巨獸。被刀疤王操控後遭囚禁於其地下王國，曾試圖抵抗其命令但未果。能力是冰吐息，和王者基多拉能夠自體掀起風暴一樣，有著改變天氣的威力。
- 斯庫拉（Scylla）

身高103米，重兩萬噸。有著蜘蛛般的肢腳與魷魚的頭部的毀滅者巨獸，名字由來為希臘神話中吞吃水手的女海妖斯庫拉。短暫出現於2019年的《哥吉拉 II 怪獸之王》，在本作片頭襲擊義大利羅馬摧毀城市，但不久便被哥吉拉擊斃。
- 提阿瑪特（Tiamat）

體長258米，棲息於北極冰山的雌性蛇形巨獸，名字由來為古代巴比倫神話裡的地母神提阿瑪特。極具領域性，會以尖銳的鱗片保護自身。在片中被哥吉拉殺死後吸收其能量。
- 地獄鷹（Hellhawk）：

棲息於地心的鳥形巨獸，同時有蝙蝠和猛禽的特徵。在片中短暫出現取食地上幼蟲。
- 鸚鵡蛙（Parrot Frog）：

棲息於地心的蛙類，背部與四肢長有鰭片，具有模仿周遭聲響的能力。在片頭中模仿金剛的吼聲讓其以為是同類但卻大失所望。
- 維塔辛（Vertacine）：

地心世界的空中掠食者，常見成群飛行，有著外型如同紅鶴的頭部和兩對翅膀。被激怒時會放出威力與閃電相當的生物電嚇阻其他掠食者。
- 死神犬（Wart Dog）：

類似犬科動物的群居掠食者，會成群獵殺其他泰坦巨獸。片頭中一隻死神犬被金剛徒手撕成兩半。
- 沉沒鰻（Drownviper）：

棲息於地心湖泊的鰻魚型掠食者，極具領域性。片中小酷將金剛引誘至其棲息地試圖利用沉沒鰻殺死金剛，但被金剛反殺並食用。

## 製作
2019年3月，製片人亞歷克斯·加西亞（Alex Garcia）表示，如果怪獸宇宙取得成功，傳奇影業希望製作更多的電影。2021年4月，傳奇影業CEO喬許·格羅德（Josh Grode）表示怪獸宇宙可能會開發新作品。同月底，據《好萊塢報導》表示傳奇影業正在積極開發怪獸宇宙的延伸作品，同時亞當·溫高德正洽談回歸執導相關作品。製片方構思了多個新片的想法，其中包括《金剛之子》。2022年3月，宣布《哥吉拉大戰金剛》的續集計劃於同年晚些時候在昆士蘭州的黃金海岸以及昆士蘭州東南部的其他地點進行拍攝。5月，確認溫加德回歸執導，而丹·史蒂文斯擔任主演。此前，他們曾在《神秘訪客》（2014年）合作過。同月，據《Production Weekly》報導稱，該片的工作標題為《起源》（Origins）。6月，據《Deadline Hollywood》報導，亞歷克斯·加西亞（Alex Garcia）、艾瑞克·麥克利奧德（Eric McLeod）、湯瑪士·塔爾和強·賈希尼回歸擔任製片人。2023年4月，發佈首波宣傳影片，並公佈正式片名為《哥吉拉與金剛：新帝國》（Godzilla x Kong: The New Empire）。

### 前期製作
在前期製作階段，溫加德指出，電影的預製作工作於2022年1月展開。到了2022年8月，華納兄弟影業和傳奇影業公布了新的劇情簡介。確定8月，宣佈蕾貝卡·霍爾、布萊恩·泰瑞·亨利和凱莉·霍特爾（Kaylee Hottle）回歸出演，而陳法拉、艾力克斯·福恩斯和瑞秋·豪斯簽約出演。
消息透露，溫加德將再次與製作設計師湯姆·哈莫克、剪輯師喬什·謝弗、作曲家Junkie XL合作。特里·羅西奧將與傑瑞米·史列特以及溫加德的長期合作者西蒙·巴雷特共同撰寫劇本。最終，羅西奧、巴雷特和斯萊特被授予了「劇本」冠名，而羅西奧、溫加德和巴雷特獲得了「故事」冠名。麥可·道格堤和扎克·希爾茲共同創作了《哥吉拉 II 怪獸之王》和《哥吉拉大戰金剛》，他們則與詹姆斯·阿什克羅夫特、伊萊·肯特和妮可·帕爾曼分享電影之外的「額外文學材料」。

### 拍攝
該片於2022年7月在黃金海岸開始進行主體拍攝。當製作開始時，確定本·塞雷辛（Ben Seresin）將回歸擔任攝影指導。2022年11月，據報導，拍攝工作已經在澳洲結束，劇組人員透露了當時影片的潛在片名：《哥吉拉與金剛》。

### 視覺效果
影片的視覺效果由亞歷山德羅·翁加羅監督。溫加德和翁加羅在觀看《哥吉拉-1.0》（2023）的預告片後，決定在電影的羅馬場景中重新呈現哥吉拉腳步下地面爆裂的場景，以向這部電影致敬。溫加德證實摩斯拉的加入始終是計畫的一部分。然而，在後製開始時，傳奇影業還沒有准許使用摩斯拉的版權，因此使用了一個名為「Phophera」的臨時怪獸直到版權獲得為止。溫加德也駁斥了有關「Phosphera」由於測試效果不佳而被摩斯拉取代的謠言，並重申摩斯拉早在初稿時就被納入了電影的計劃中。

## 發行
該片由華納兄弟排定2024年3月29日於美國上映，台灣則是於2天前3月27日上映。。此前曾先後定於2024年3月15日和2024年4月12日上映。

### 家庭媒體
《哥吉拉與金剛：新帝國》於2024年7月4日上架串流平台HBO Max，其他尚未有此服務的地區則上架於HBO GO。

## 迴響

### 票房
截至2024年4月9日，《哥吉拉與金剛：新帝國》在美國和加拿大的票房收入為1.96億美元，在其他地區的票房收入為3.71億美元，全球總票房為5.71億美元。
在美國和加拿大，《哥吉拉與金剛：新帝國》最初預計在首映週末在3,850家影院獲得50-5500萬美元的票房收入，並在63個國際地區獲得額外80-9000萬美元的票房收入。首日票房為3700萬美元，其中包括週四預映的1000萬美元，這是《怪獸宇宙》電影有史以來最好的總票房，預計國內週末票房為7500萬美元。該片首映票房達到8000萬美元，位居票房榜首，成為該系列第二好的首映週末和有史以來第五好的復活節週末票房，僅次於《蝙蝠俠大戰超人：正義曙光》（2016年）、《玩命關頭7》（2015年）、《超級瑪利歐兄弟大電影》（2023年）和《玩命關頭8》（2017年）。該片在上映的第二個週末票房收入為3,120萬美元（下降 61%），繼續保持第一。
| 上一届： 《魔鬼剋星：冰天凍地》 | 2024年美國週末票房冠軍 第13-14週  | 下一届： 《帝國浩劫：美國內戰》               |
| 上一届： 《沙丘：第二部》       | 2024年台北週末票房冠軍 第13-14週  | 下一届： 《劇場版 排球少年！！ 垃圾場的決戰》 |
| 上一届： 《功夫熊猫4》          | 2024年中國內地一周票房冠軍 第13週 | 下一届： 《你想活出怎样的人生》               |
| 上一届： 《12怪盜》             | 2024年香港一週票房冠軍 第14週     | 下一届： 《劇場版 排球少年！！ 垃圾場的決戰》 |
| 上一届： 《12怪盜》             | 2024年香港週末票房冠軍 第14週     | 下一届： 《劇場版 排球少年！！ 垃圾場的決戰》 |

### 評價
《哥吉拉與金剛：新帝國》受到評論家的褒貶不一的評價。在評論聚合網站爛番茄上，爛番茄根據251條評論，本片獲得54%的新鮮度，平均得分5.7／10，觀眾的好評度為85%，平均得分4.3／5。在Metacritic上，本片獲得47分。
Metacritic根據51位影評人的評分採用加權平均分，給這部電影打出了47分（滿分100分），表示評價「好壞參半或一般」。CinemaScore調查的觀眾給這部電影的平均評分為「A-」（從A+到F），而PostTrak報告稱，96%的觀眾表示這部電影「達到或超出了他們的預期」。
部分評論家對這部電影與東寶的《哥吉拉-1.0》（2023）進行了負面比較。Variety的歐文·格萊伯曼（Owen Gleiberman）認為《哥吉拉與金剛：新帝國》平庸，將其比作一部超級英雄電影，但覺得不幸的是，這部電影在《哥吉拉-1.0》之後上映得太早，並將該電影與「抒情的威嚴」相比較，而《哥吉拉與金剛》更像是一個「產品」。Deadline Hollywood的Pete Hammond將猿部落的場景比作《人猿星球》，並指出哥吉拉儘管在電影中名列前茅並多次被提及，但主要扮演配角。《衛報》的一篇評論讚揚了編舞和結構，但批評了演員角色的某些方面。

## 外部連結
- 互联网电影数据库（IMDb）上《哥吉拉與金剛：新帝國》的资料（英文）
- AllMovie上《哥吉拉與金剛：新帝國》的资料（英文）
- Metacritic上《哥吉拉與金剛：新帝國》的資料（英文）
- Box Office Mojo上《哥吉拉與金剛：新帝國》的资料（英文）
- 爛番茄上《哥吉拉與金剛：新帝國》的資料（英文）
- 開眼電影網上《哥吉拉與金剛：新帝國》的資料（繁體中文）
- 豆瓣电影上《哥吉拉與金剛：新帝國》的資料 （简体中文）